# N-Acetilneuraminska kiselina
N-Acetilneuraminska kiselina (Neu5Ac ili NANA) je predominantna sijalinska kiselina u ćelijama sisara.
Ovaj negativno naelektrisani ostatak je prisutan u kompleksnim glikanima na mucinima i glikoproteinima prisutnim na ćelijskim membranama. Neu5Ac ostaci su takođe prisutni u glikolipidima, poput gangliozida, ključnoj komponenti neuronskih membrana prisutnih u mozgu.
Pored učešća u sprečavanju infekcija (sluz vezana za sluzokožne membrane — usta, nosa, GI, respiratornog trakta), Neu5Ac deluje kao receptor za influenza virus. On omobućava vezivanje za sluzne ćelije putem hemaglutinina (rani stupanj zadobijanja infekcije influenza virusom).

## u biologiji bakterijskih patogena
je takođe važan u biologiji članova patogenih bakterija koje ga koriste bilo kao nutrijent, ili ga aktiviraju i postavljaju na površinu ćelije. Bakterije su tokom evolucije razvile transportere za Neu5Ac, koji im omogućavaju njegov unos iz okoline. Brojni trasporteri su poznati uklučujući NanT protein iz Escherichia coli, SiaPQM  transporter iz  i SatABCD ABC transporter iz Haemophilus ducreyi.